# The Morning Freeman

The Morning Freeman était un hebdomadaire de langue anglaise publié à Saint-Jean, au Nouveau-Brunswick, de 1851 jusqu'au 2 novembre 1878.
C'était un journal catholique qui, entre autres, s'est rangé du côté des Acadiens et des Irlandais dans la question des écoles du Nouveau-Brunswick, avec Le Moniteur acadien.
Il fusionna avec le Weekly Freeman pour donner naissance au journal The St. John Weekly Freeman.